# Пригоди молодого Вольтера
Пригоди молодого Вольтера (фр. Les aventures du jeune Voltaire) — французький мінісеріал присвячений раннім рокам життя видатного французького філософа, літератора, громадського діяча, Франсуа Марі Вольтера, який мав власні погляди на суспільно-політичні явища його часу. Фільм може бути цікавим для тих, хто захоплюється історією.

## Сюжет
Цей серіал присвячений життю видатного француза, Франсуа́-Марі́ Аруе́, відомого як Вольте́р. Це історія від його народження 21 листопада 1694 року в Парижі до 1730 року, до його входження до світу філософів, про творчий шлях відомого французького поета і філософа епохи Просвітництва. Зокрема, описано його соціальну та політичну боротьбу, його кохання та його ув'язнення. У свій час деяким аспектам його життя приділялося мало уваги. Головний герой був справжнім авантюристом, справедливою людиною, коханцем і чоловіком, який мав досить неоднозначні стосунки з королівськими представниками суспільства.

## Ролі виконують
- Тома Соліверес[fr] — Вольтер
  - Жюль Бур — Вольтер, 6 років
  - Базиль Грунберґер — Вольтер, 11 років
  - Бернар Ле Кок — постарілий Вольтер
- Віктор Метеле[fr] —  Рішельє
  - Симеон Спіжеляр (фр. Siméon Spigelaere) — Рішельє, 11 років
  - Філіп Пемблян[fr] — постарілий Рішельє
- Мод Вайлер[fr] — Луїза-Бенедікт де Бурбон[fr]
- Ерік Каравака — Франсуа Аруе, батько Вольтера
- Кріста Тере — Адрієна Лекуврер

## Епізоди
1. Єзуїт і розпусник
2. Бастилія в 20 років
3. Придворний чи бунтар?
4. Свобода та вигнання

## Основні зйомки
Зйомки мінісеріалу відбувалися в Верхній Франції та в Бельгії, в замку Бельой, в Ено, в замку д'Альтен, у палаці принців-єпископів Льєжа, в ратуші Льєжа і в замках Модав та Екс у провінції Льєж між 17 лютого та 24 квітня 20204. Багато вуличних сцен також було знято в Санлісі в Уазі, зокрема на вулицях Шатель та Мо, в королівському замку Парк-дю-Рояль або в абатстві святого Вікентія. Одна зі сцен була знята в замку Шантії в долині річки Нонет (Уаза). Зйомки були перервані під час карантину, пов'язаного з пандемією коронавірусної хвороби 2019 у Франції; їх відновили в кінці червня 2020.